# Tratayenia
Tratayenia — викопний рід динозаврів-мегарапторів. Тратаєнії жили близько 83—86 млн років тому (сантонський ярус) на території сучасної Південної Америки.
Ймовірно, був головним хижаком у своїй екосистемі.
Описаний один вид, Tratayenia rosalesi. Рештки відкриті у 2006 році у формації Bajo de la Carpa, Аргентина. Родова назва походить від місцевості Тратаєн (Tratayén), де знайдені рештки, а вид названо на честь Дієґо Росалеса (Diego Rosales), який їх знайшов.
Завдяки даним цього представника мегарапторів, автори першоопису віднесли мегарапторів до целурозаврів, але зазначили, що їхнє точне положення всередині клади тетанурів все ще невідоме.